# Participe passé
Participe passé is de Franse benaming voor het voltooid deelwoord. Het komt voor in de passé composé en veel andere tijden.
Voor het voltooid deelwoord gelden de volgende regels:
- Regelmatige werkwoorden op -er → er wordt é. Bijvoorbeeld: parler → parlé (praten)
- Regelmatige werkwoorden op -ir → ir wordt i. Bijvoorbeeld: finir → fini (beëindigen)
- Regelmatige werkwoorden op -re → re wordt u. Bijvoorbeeld: descendre → descendu (afdalen)

De voltooid deelwoorden van een aantal veelgebruikte onregelmatige werkwoorden zijn:
- été                van être      (zijn)
- fait               van faire     (doen, maken)
- pris               van prendre   (nemen)
- eu                 van avoir     (hebben)

Voorbeelden:
- Zij heeft gegeven    - Elle a donné
- Wij hebben gekozen   - Nous avons choisi
- U heeft verkocht     - Vous avez vendu
- Jij bent geweest     - Tu as été
- Jij hebt gehad       - Tu as eu

Als het hulpwerkwoord être is, past het voltooid deelwoord zich aan het onderwerp aan. Concreet houdt dit in:
- Mannelijk enkelvoud → geen verandering
- Vrouwelijk enkelvoud → toevoeging van e
- Mannelijk meervoud → toevoeging van s
- Vrouwelijk meervoud → toevoeging van es

Voorbeelden:
- Zij is gegaan - Elle est allée
- Wij zijn vertrokken - Nous sommes partis
- De meisjes zijn gebleven - Les filles sont restées

Als het hulpwerkwoord avoir is en het lijdend voorwerp voor de persoonsvorm staat, past het voltooid deelwoord zich aan het lijdend voorwerp aan:
- Ik heb de vrouw gezien - J'ai vu la femme
- Ik heb haar gezien - Je l'ai vue